# María (kommunhuvudort)
María är en kommunhuvudort i Spanien.   Den ligger i provinsen Provincia de Almería och regionen Andalusien, i den sydöstra delen av landet, 300 km söder om huvudstaden Madrid. María ligger 1 200 meter över havet och antalet invånare är 1 560.
Terrängen runt María är kuperad. Runt María är det glesbefolkat, med 20 invånare per kvadratkilometer. Närmaste större samhälle är Velez Rubio, 10,3 km sydost om María. Omgivningarna runt María är i huvudsak ett öppet busklandskap.